# Eupodium kaulfussii
Eupodium kaulfussii là một loài dương xỉ trong họ Marattiaceae. Loài này được J. Sm. Hook. mô tả khoa học đầu tiên năm 1860.